# Cédric Avinel
Cédric Mickael Avinel (ur. 11 września 1986 w Paryżu) – gwadelupski piłkarz występujący na pozycji obrońcy. Zawodnik klubu AC Ajaccio.

## Kariera klubowa
Avinel karierę rozpoczynał w 2006 roku we francuskim drugoligowym zespole US Créteil-Lusitanos. W Ligue 2 zadebiutował 29 września 2006 roku w wygranym 1:0 pojedynku z FC Istres. Było to jednak jedyne spotkanie rozegrane przez niego w barwach Creteil. Na początku 2007 roku odszedł do angielskiego Watfordu. W Premier League pierwszy mecz zaliczył 5 maja 2007 roku przeciwko Reading (2:0). W tym samym roku spadł z zespołem do Championship. W sezonie 2007/2008 grał a wypożyczeniu w Stafford Rangers z Conference National.
Na początku 2009 roku Avinel wrócił do Francji, gdzie został graczem klubu FC Gueugnon, grającego w Championnat National. W połowie 2010 roku przeszedł do innego zespołu tej ligi, AS Cannes. Spędził tam rok, a w połowie 2011 roku został graczem klubu Clermont Foot z Ligue 2. Zadebiutował tam 5 sierpnia 2011 roku w przegranym 0:1 spotkaniu z En Avant Guingamp.
| Sezon   | Klub                    | Kraj    | Rozgrywki      | Mecze | Bramki | Rozgrywki Europy | Mecze | Bramki |
| ------- | ----------------------- | ------- | -------------- | ----- | ------ | ---------------- | ----- | ------ |
| 2006/07 | US Créteil-Lusitanos    | Francja | Ligue 2        | 1     | 0      | –                | –     | –      |
| 2006/07 | Watford                 | Anglia  | Premier League | 1     | 0      | –                | –     | –      |
| 2007    | Stafford Rangers (wyp.) | Anglia  | League One     | 8     | 0      | –                | –     | –      |
| 2007/08 | Watford                 | Anglia  | Championship   | 0     | 0      | –                | –     | –      |
| 2008/09 | Watford                 | Anglia  | Championship   | 0     | 0      | –                | –     | –      |
| 2008/09 | FC Gueugnon             | Francja | National       | 9     | 0      | –                | –     | –      |
| 2009/10 | FC Gueugnon             | Francja | National       | 31    | 1      | –                | –     | –      |
| 2010/11 | AS Cannes               | Francja | National       | 24    | 0      | –                | –     | –      |
| 2011/12 | Clermont Foot           | Francja | Ligue 2        | 27    | 1      | –                | –     | –      |
| 2012/13 | Clermont Foot           | Francja | Ligue 2        | 34    | 2      | –                | –     | –      |
| 2013/14 | Clermont Foot           | Francja | Ligue 2        | 28    | 1      | –                | –     | –      |
| 2014/15 | Clermont Foot           | Francja | Ligue 2        | 34    | 3      | –                | –     | –      |
| 2015/16 | Clermont Foot           | Francja | Ligue 2        | 27    | 0      | –                | –     | –      |
| 2016/17 | Clermont Foot           | Francja | Ligue 2        | 32    | 0      | –                | –     | –      |
| 2017/18 | AC Ajaccio              | Francja | Ligue 2        | 21    | 0      | –                | –     | –      |

Stan na: 21 stycznia 2018 r.

## Kariera reprezentacyjna
W reprezentacji Gwadelupy Avinel zadebiutował w 2008 roku. W 2009 roku został powołany do kadry na Złoty Puchar CONCACAF. Zagrał na nim w meczach z Panamą (2:1), Nikaraguą (2:0) i Kostaryką (1:5), a Gwadelupa zakończyła turniej na ćwierćfinale.